# Монашка у великому місті
«Монашка у великому місті» — французький фільм режисера Фредеріка Кіріна, випущений у 2025 році.

## Сюжет
Сестра Люсі вже близько двадцяти років є монахинею в суворому монастирі. З нагоди їхньої піврічної поїздки до лікаря, сестра Люсі сідає в перший-ліпший автобус, щоб втекти, і починає жити «справжнім життям» у цьому сучасному світі, еволюції якого вона не бачила двадцять років. Під час одного з не частого разового походу на 2 роки сестер до лікаря, вона сідає в перший-ліпший автобус, щоб утекти, і починає жити «справжнім життям» у сучасному світі, за розвитком якого не стежила останні двадцять років.

## У ролях
- Марілу Беррі — Сестра Люсі
- Ізабель Нанті — Матінка Генрієтта
- Евелін Буйле — Сестра Шарлотта
- Валері Мересс — Сестра Соланж
- Барбара Болотнер — Сестра Констанція
- Анн Бенуа — Катрін
- Марк Рухманн — Себастьян
- Жан-Луї Барселона
- Девід Саль
- Ноемі Зейтун — касир супермаркету
- Ноемі Чічепортіш — Сестра Люсі
- Енора Малагре — поліцейська
- Жан Франко — Кевін